# Andrzej Pstrokoński
Andrzej Pstrokoński, né le 28 juin 1936 à Varsovie en Pologne et mort le 24 décembre 2022, est un joueur de basket-ball polonais.

## Palmarès
- Finaliste du championnat d'Europe 1963
- 3e du championnat d'Europe 1965
- Coupe de Pologne 1968, 1970